# Черниговско-Полтавская стратегическая наступательная операция
Черниговско-Полтавская наступательная операция — стратегическая наступательная операция советских войск в Великой Отечественной войне, проводившаяся 26 августа — 30 сентября 1943 года силами трёх фронтов. Первый этап битвы за Днепр. Завершилась почти полным освобождением Левобережной Украины от немецких войск и захватом плацдармов на Днепре. В отечественной историографии принято деление этой стратегической операции на три фронтовые: Черниговско-Припятскую операцию на Центральном фронте, Сумско-Прилукскую операцию на Воронежском фронте, Полтавско-Кременчугскую операцию на Степном фронте.

## Подготовка к сражению
(См. также Курская битва § Наступление с вершины Курского выступа)
По директивам Ставки Верховного Главнокомандования, полученным ещё в ходе Курской битвы, войскам Красной Армии предстояло развернуть наступление на фронте от Великих Лук до Азовского моря. Центральный, Воронежский, Степной, Юго-Западный и Южный фронты имели задачу разгромить главные силы врага на южном крыле советско-германского фронта, освободить Левобережную Украину и Донбасс, выйти к Днепру, форсировать его и захватить плацдармы на правом берегу реки, создав условия для освобождения Правобережной Украины. Юго-Западный и Южный фронты приступили к выполнению поставленных перед ними задач 13 августа, начав Донбасскую операцию (некоторые исследователи также считают её составной частью Битвы за Днепр, официальная история полагает её самостоятельной стратегической операцией). Остальные три фронта должны были выполнить свои задачи на фронте от Чернигова до Полтавы. Единый план операции состоял из нанесения нескольких мощных ударов одновременно силами сразу трёх фронтов с целью рассечения немецкой обороны и недопущения закрепления противника по рубежам рек Десна и Днепр.
Подготовка советских войск к наступлению проходила в сложных условиях, в самые кратчайшие сроки после полуторамесячных непрерывных боёв на Курской дуге. Войска оторвались на большое расстояние от своих баз снабжения, израсходовав большую часть материальных средств. Железнодорожная сеть только ещё восстанавливалась, подвоз осуществлялся в основном автотранспортом, которого не хватало. Сильной стороной был высокий моральный дух советских воинов, почувствовавших вкус к победам. Удалось также в целом скрытно провести перегруппировку войск, что сделало неожиданным для немецкого командования мощь советского наступления.
Верховное командование вермахта после поражения под Курском решило перейти к обороне на всём Восточном фронте, прочно удерживать занимаемые рубежи. Одновременно спешно готовились новые оборонительные рубежи по крупным рекам, особое значение придавалось Днепру. По мнению немецкого командования, Днепр должен был стать непреодолимым барьером для Красной Армии, в германской пропаганде он именовался как неприступный «Восточный вал». Однако оборудовать этот рубеж немецкая армия начала с большим опозданием.

## Силы сторон

### СССР
Центральный фронт (командующий генерал армии К. К. Рокоссовский):
- 65-я армия (генерал-лейтенант П. И. Батов)
- 2-я танковая армия (генерал-лейтенант А. Г. Родин)
- 60-я армия (генерал-лейтенант И. Д. Черняховский)
- 13-я армия (генерал-лейтенант Н. П. Пухов)
- 61-я армия (из резерва Ставки ВГК 6 сентября, генерал-лейтенант П. А. Белов)
- 48-я армия (командующий генерал-лейтенант П. Л. Романенко)
- 70-я армия (1 сентября выведена в резерв Ставки ВГК, генерал-майор В. М. Шарапов)
- 9-й танковый корпус
- 16-я воздушная армия (генерал-лейтенант авиации С. И. Руденко)

Насчитывал 579 600 человек.
Воронежский фронт (командующий генерал армии Н. Ф. Ватутин):
- 38-я армия (генерал-лейтенант Н. Е. Чибисов)
- 40-я армия (генерал-лейтенант К. С. Москаленко)
- 3-я гвардейская танковая армия (генерал-лейтенант П. С. Рыбалко)
- 5-я гвардейская армия (до 6 сентября, генерал А. С. Жадов)
- 47-я армия (генерал Ф. Ф. Жмаченко)
- 27-я армия (генерал С. Г. Трофименко)
- 52-я армия (генерал К. А. Коротеев)
- 4-я гвардейская армия (генерал-лейтенант А. И. Зыгин, с 27 сентября генерал-лейтенант И. В. Галанин)
- 6-я гвардейская армия (генерал И. М. Чистяков)
- 1-я танковая армия (с 9 сентября в резерве Ставки ВГК, генерал-лейтенант танковых войск М. Е. Катуков)
- 4-й гвардейский танковый корпус
- 1-й гвардейский кавалерийский корпус (генерал-лейтенант В. К. Баранов)
- 2-я воздушная армия (генерал-лейтенант авиации С. А. Красовский)

Насчитывал 665 500 человек.
Степной фронт (командующий генерал армии И. С. Конев):
- 37-я армия (6 сентября из резерва Ставки, генерал М. Н. Шарохин)
- 5-я гвардейская армия (получена 6 сентября из Воронежского фронта, генерал А. С. Жадов)
- 7-я гвардейская армия (генерал М. С. Шумилов)
- 46-я армия (получена 6 сентября из Юго-Западного фронта, генерал В. В. Глаголев)
- 53-я армия (генерал И. М. Манагаров)
- 69-я армия (генерал В. Д. Крючёнкин)
- 5-я воздушная армия (генерал-лейтенант авиации С. К. Горюнов)

Насчитывал 336 200 человек.
Всего в составе трех фронтов имелось 1 581 300 человек, 30 300 орудий и миномётов, 1200 танков и САУ, 690 реактивных установок, 1450 самолётов. Действия советских фронтов координировал представитель Ставки заместитель Верховного Главнокомандующего Маршал Советского Союза Г. К. Жуков.

### Германия
- группа армий «Центр» (командующий генерал-фельдмаршал Гюнтер Ханс фон Клюге):
- 2-я полевая армия (командующий генерал пехоты Вальтер Вайс)
- часть сил 2-го воздушного флота (генерал-фельдмаршал Вольфрам фон Рихтгофен)
- группа армий «Юг» (генерал-фельдмаршал Эрих фон Манштейн):
- 4-я танковая армия (генерал-полковник Готхард Хейнрици)
- 1-я танковая армия (генерал кавалерии Эберхард фон Макензен)
- 8-я полевая армия (генерал пехоты Отто Велер)
- 6-я полевая армия (генерал-полковник Карл-Адольф Холлидт)
- 4-й воздушный флот (генерал-полковник Отто Десслох)

Всего в их составе насчитывалось 38 дивизий, из них 8 танковых и 2 моторизованных. В них было 700 000 солдат и офицеров, 7200 орудий и миномётов, 1200 танков и штурмовых орудий, свыше 900 самолётов.
Общее превосходство сил было на стороне Красной Армии. Советские войска превосходили противника по личному составу в 2,1 раза, по самолётам — в 1,4 раза, по орудиям и миномётам — в 4 раза, по танкам силы были равны.
В ходе сражения обе стороны непрерывно наращивали свои силы. Так, советская сторона ввела в бой механизированный корпус, 2 кавалерийских корпуса, 14 дивизий и 5 бригад, немецкая сторона — 27 дивизий, в том числе 5 танковых и 1 моторизованную.

## Начало операции
26 августа войска Центрального фронта перешли в наступление (известное как Черниговско-Припятская операция), нанося главный удар силами 65-й армии на новгород-северском направлении, имея дальнейшей задачей прорыв на Конотоп, Нежин, Киев. Противник оказал упорное сопротивление, в первый день наступления предприняв 12 контрударов. Продвижение советских войск было медленным. 27 августа в бой была введена 2-я танковая армия, которая смогла освободить город Севск, но была остановлена на следующем рубеже обороны. К 31 августа продвижение составило 20 — 25 километров, попытки развить здесь успех не дали результата.
Зато на направлении вспомогательного удара Центрального фронта войска 60-й армии быстро прорвали оборону врага и к исходу 31 августа продвинулись на глубину до 60 километров, расширив прорыв до 100 километров по фронту. Фронт немецких войск оказался рассечённым, армия вышла на оперативный простор, 30 августа она освободила город Глухов, 31 августа — город Рыльск. Срочно вылетевший на место прорыва К. К. Рокоссовский немедленно приступил к перегруппировке основных сил своего фронта в полосу достигнутого успеха, туда он направил 13-ю армию, 2-ю танковую армию, 9-й танковый корпус, 4-й артиллерийский корпус и основные силы авиации. После вступления этих сил в бой в месте прорыва произошёл полный развал вражеского фронта 2-й полевой армии. Армии Рокоссовского наступали неслыханными темпами — по 30-50 километров в сутки. 3 сентября они с ходу форсировали реку Сейм и овладели Конотопом.
Командование вермахта ввело в сражение против Центрального фронта дополнительно две танковые и три пехотные дивизии, отдельные части и крупные силы авиации. Однако разновременный и неподготовленный ввод этих сил в бой не дал ожидаемого эффекта — советские войска громили их по частям, применяя глубокие обходы и фланговые удары.
Воронежский фронт, проводивший Сумско-Прилукскую операцию, действовал не столь эффективно, к 31 августа продвинулся на 30 километров и 2 сентября занял город Сумы. Однако левый фланг противостоящих ему немецких войск оказался глубоко охвачен силами Центрального фронта и, опасаясь выхода советских войск в свой тыл, немецкое командование начало спешный отвод своих войск.
Темпы наступления войск Степного фронта оказались ещё медленнее, только 4 сентября после ожесточённых боёв они овладели городом Мерефа — важным узлом дорог на пути к Днепру.

## Развитие советского наступления
6 сентября Ставка Верховного Главнокомандования поставила всем трём фронтам новые задачи. Воронежский фронт получил приказ наступать на Киев и был усилен 3-й гвардейской танковой армией из резерва Ставки. Центральный фронт был перенацелен с киевского направления на гомельское, получив общевойсковую армию и кавалерийский корпус. Степной фронт нацеливался на Полтаву и Кременчуг, ему передали сразу три армии.
Советское наступление продолжалось. К 7 сентября Центральный фронт продвинулся на юго-запад на 180 километров, вышел на широком фронте к Десне и с ходу форсировал её. Воронежский фронт сосредотачивал на своём правом крыле ударную группировку в составе танковой и двух общевойсковых армий, трёх танковых и кавалерийского корпусов. Однако эта передислокация снизила и так не слишком высокие темпы наступления фронта. Разрыв между Воронежским и Центральным фронтами продолжал усиливаться. Степной фронт вёл упорные бои на подступах к Полтаве, превращённой противником в мощный оборонительный район. Однако севернее и южнее Полтавы армии фронта далеко обошли фланги полтавской группировки и стремились к Днепру. Советское командование также предпринимало все усилия, чтобы упредить немецкие войска в выходе на Днепр. Ставка приказала всем командующим фронтами формировать в каждой армии подвижные отряды, собирать для них все имеющиеся танки и автотранспорт и стремительно выходить к Днепру, обходя укреплённые районы и населённые пункты. Немецкое командование пришло к выводу о невозможности удержать натиск советских войск на подступах к Днепру и 15 сентября приказало своим войскам срочно выходить из боя, под прикрытием сильных арьергардов стремительно двигаться к Днепру и занимать укрепления «Восточного вала» для недопущения форсирования Днепра советскими войсками. Там же спешно занимали оборону ещё 12 дивизий, переброшенных из резерва, из Европы и из группы армий «Центр». Последующие события в исторической литературе часто именуются как «бег к Днепру».

## «Бег к Днепру» и захват первых плацдармов
Первым выиграл «бег к Днепру» Центральный фронт. С 7 по 15 сентября его войска стремительно прошли в непрерывных боях свыше 200 километров и 15 сентября освободили город Нежин, 16 сентября — Новгород-Северский. Попытка противника остановить войска фронта по реке Десна была сорвана. В последующие дни армии Рокоссовского прошли с боями ещё около 100 километров. 21 сентября 13-я армия освободила Чернигов — важнейший опорный узел немецких войск в 40 километрах от Днепра. Южнее правое крыло Воронежского фронта к 10 сентября сломило упорное сопротивление врага в районе города Ромны, 13 сентября была форсирована река Сула и освобожден город Лохвица. На левом фланге Воронежского и на Степном фронте немецкое командование ценой больших потерь сдерживало натиск советских войск, но и там все оборонительные возможности противника оказались исчерпанными. Большую роль в срыве немецкой обороны сыграли советские партизаны, начавшие в сентябре 1943 года масштабную операцию «Концерт» по нарушению вражеских коммуникаций.
21 сентября первыми вышли на Днепр передовые части левого крыла Центрального фронта (13-я армия) севернее Киева, в районе устья Припяти. Поскольку к этому времени на западном берегу Днепра находились разрозненные остатки немецких частей, командующий фронтом отдал приказ на форсирование реки с ходу, без табельных переправочных средств и средств усиления, с малым количеством боеприпасов. На подтягивание всего этого и на подход основных сил требовалось время, за которое противник мог успеть организовать сильную оборону. Поэтому единственно правильным в таких условиях оставалось решение форсировать Днепр с ходу. Несколько позднее, 25 сентября аналогичный приказ издала и Ставка Верховного Главнокомандования, потребовав с выходом армий к Днепру «немедленно форсировать его на широком фронте с целью рассредоточить внимание и силы противника». 22 сентября войска Центрального фронта захватили первый днепровский плацдарм в 25 километров по фронту и от 2 до 10 километров в глубину, а на следующий день они преодолели междуречье Днепра и Припяти и захватили плацдарм на Припяти южнее Чернобыля. Начало форсированию Днепра было положено. За эту победу несколько тысяч воинов 13-й армии были награждены орденами, а свыше 200 солдат и офицеров, а также командующий армией Н. П. Пухов были удостоены звания Героя Советского Союза.
19 сентября командующий Воронежским фронтом Н. Ф. Ватутин получил данные, что сопротивление противника в полосе наступления его фронта резко ослабло. Он срочно создал подвижную группу фронта в составе 3-й гвардейской танковой армии и 1-го гвардейского кавалерийского корпуса, которая 20 сентября перешла в наступление из района Ромны в направлении Переяслава, двигаясь в полосе до 70 километров. Передовые отряды оторвались от главных сил до 40 километров. Пройдя за сутки 75 километров, в ночь на 22 сентября войска подвижной группы фронта вышли к Днепру в районах Ржищева и Великого Букрина и с ходу с помощью партизан в ту же ночь форсировали Днепр в букринской излучине. В тот же день достиг Днепра в районе Переяслав-Хмельницкого передовой отряд 40-й армии. В районе Великого Букрина завязались исключительно упорные и крайне жестокие бои на букринском плацдарме. В конце сентября 38-я армия заняла Лютежский плацдарм севернее Киева.
Войска Степного фронта к 20 сентября вели бои ещё в 70 — 120 километрах восточнее Днепра. Только 23 сентября была штурмом взята Полтава. После этого в полосе фронта также начался «бег к Днепру» на кременчугском и днепродзержинском направлениях. 25 сентября первые части фронта вышли на берег Днепра и той же ночью захватили первый плацдарм северо-западнее Верхнеднепровска. С 28 по 30 сентября силами 5-й гвардейской и 53-й армий был ликвидирован заранее укреплённый Кременчугский плацдарм противника, войска фронта на всем протяжении вышли на Днепр.
С повсеместным выходом советских войск на восточный берег Днепра и с форсированием его с ходу всеми тремя фронтами Черниговско-Полтавская операция считается завершённой 30 сентября. В этот день согласно директиве Ставки все три фронта приступили к решению задачи по удержанию занятых плацдармов с отменой ранее полученных наступательных планов. Всего к 30 сентября советскими войсками был захвачен 21 плацдарм: 7 на Центральном фронте, 9 на Воронежском фронте и 5 на Степном фронте. Начались жестокие сражения на захваченных плацдармах, продолжавшиеся весь октябрь.

## Результаты операции и потери сторон
Несмотря на все трудности и довольно многочисленные недостатки, Черниговско-Полтавская операция являлась самой грандиозной наступательной операцией Красной Армии после советского наступления под Сталинградом. Три советских фронта в полосе свыше 700 километров продвинулись на запад от 250 до 300 километров всего за месяц боёв. Темпы наступления местами составляли до 30 километров в сутки. Были освобождены важные экономические районы с десятками миллионов человек населения. Германское командование недооценило мощь Красной Армии и возросший уровень мастерства советских военачальников, оказавшись не готовым к решительному глубокому удару сразу трёх советских фронтов на Днепр.
Характерной чертой сражений за плацдармы является форсирование Днепра на подручных средствах ввиду отставания и острого недостатка табельных переправочных средств. Повсеместно ощущалась недостаточная авиационная поддержка — советская авиация не успевала своевременно перебазироваться на новые аэродромы. «Бег к Днепру» был в целом выигран противником за счет более высокой мобильности немецких войск и острого недостатка РККА в танках — все советские танковые армии после Курской битвы оказались на переформировании ввиду больших потерь, с большим трудом Ставка смогла ввести в бой только одну 3-ю гвардейскую танковую армию, причем и ту с значительным недокомплектом танков и автотехники. Из трёх фронтов только Центральный фронт Рокоссовского смог выполнить задачу по рассечению противостоящих немецких войск, Воронежский и Степной фронты наступали в основном за счёт лобового выталкивания противника. Немецкое командование при отходе своих войск неуклонно осуществляло варварскую тактику «выжженной земли», что также отрицательно сказывалось на темпах наступления советских войск. Повсеместно распространённым явлением были угон и истребление гражданского населения.
Начался следующий этап битвы за Днепр — борьба за удержание и расширение занятых плацдармов. Большое количество плацдармов не позволило немецкому командованию сконцентрировать свои силы на их уничтожении. Но их малая площадь и форсирование Днепра без средств усиления и танков вынудило советские войска ввязаться в длительные кровопролитные бои по удержанию и расширению плацдармов. Попытка Ставки оказать содействие Воронежскому фронту в борьбе за плацдармы воздушным десантом 24 сентября в ходе Днепровской воздушно-десантной операции окончилась неудачей и большими потерями десантников. План Ставки до зимы освободить Правобережную Украину оказался сорван. Успех в форсировании Днепра всё-таки оказался достигнут в большей степени благодаря массовому героизму советских солдат, чем тактическому взаимодействию родов войск и их применению на поле боя.
Победа была достигнута дорогой ценой: безвозвратные потери советских войск составили 102 957 человек, санитарные — 324 995 человек (общие — 427 952 человека), а также 916 орудий и миномётов, 1140 танков, 269 самолётов. Немецкие потери составили около 321 000 человек убитыми, ранеными и пленными.